# Weight of the World
«Weight Of The World» (en español: «El Peso Del Mundo») es el primer y único sencillo promocional de The Open Door de la banda de Metal americana, Evanescence. Es la tercera canción del álbum y fue lanzada el 17 de octubre en Colombia y 18 de octubre del mismo año 2007 en Venezuela.

## Información
La canción no posee video y fue lanzado como sencillo promocional para radio en Latinoamérica vía "Sony BMG: The Ones Vol. 11" (aunque solo en Colombia y Venezuela se dio a conocer). Alcanzó el 1º en Colombia y más tarde en las radios Venezolanas (92.9 FM) durante aproximadamente 8 semanas y 12 semanas en los primeros puestos. En esta canción, la cantante Amy Lee alcanza un re#6.
Un implacable rock, con sonidos del este y voces distorsionadas. Canción de riffs poderosos sigue una línea semejante a "All That I'm Living For".
Canción inspirada para los fanes, Amy considera a los fanes como el peso del mundo, debido a la responsabilidad que tiene que tener hacia ellos. 
"Yo vivo para las canciones de Metal. Con mi formación cambiando, creo que mucha gente pensó que todo seria un poco más parecido a la canción como "My Immortal", pero esa canción fue compuesta por Ben Moody!. Yo siempre trato de llevarnos hacia direcciones más locas, canciones como "Weight of the world", "Sweet Sacrifice" y  "All That I'm Living for" , son tan increíbles para mí, por toda esa adrenalina. Sobre todo cuando se tocan en vivo."

## Lista de canciones
La canción en "The Ones vol. 11":
5. «Weight of the World» (The Open Door Version) - 3:38